# Giro d'Italia de 1950
Giro d'Italia de 1950 foi a trigésima terceira edição da prova ciclística Giro d'Italia (Corsa Rosa), realizada entre os dias 24 de maio e 1º de junho de 1950.
A competição foi realizada em 18 etapas com um total de 3.981 km.
O vencedor foi o ciclista suiço Hugo Koblet, primeiro vencedor não-italiano da história do Giro. Largaram 105 competidores, cruzaram a linha de chegada 75 corredores.